# Øve os på hinanden
"Øve os på hinanden" er en sang af den danske musikduo Fyr & Flamme, der repræsenterede Danmark i Eurovision Song Contest 2021 i Rotterdam. Det er første gang siden 1997, at en sang sunget udelukkende på dansk repræsenterede landet ved Eurovision.